# Scare Force One
Scare Force One je studiové album finské rockové skupiny Lordi. Vydáno bylo v březnu roku 2014 a jeho producentem byl Mikko Karmila.

## Seznam skladeb
1. „SCG7: Arm Your Doors and Cross Check“ – 1:38
2. „Scare Force One“ – 4:57
3. „How to Slice a Whore“ – 2:47
4. „Hell Sent In the Clowns“ – 4:20
5. „House of Ghosts“ – 4:11
6. „Monster Is My Name“ – 3:34
7. „Cadaver Lover“ – 3:51
8. „Amen’s Lament to Ra II“ – 1:10
9. „Nailed By the Hammer of Frankenstein“ – 3:19
10. „The United Rocking Dead“ – 5:46
11. „She’s a Demon“ – 5:37
12. „Hella’s Kitchen“ – 1:10.
13. „Sir, Mr. Presideath, Sir!“ – 4:23 (+ ETA) – 1:20

## Obsazení
- Mr. Lordi
- Amen
- Ox
- Mana
- Hella